# Theretra capensis
Theretra capensis är en fjärilsart som beskrevs av Carl von Linné 1764. Theretra capensis ingår i släktet Theretra och familjen svärmare. Inga underarter finns listade i Catalogue of Life.

## Bildgalleri

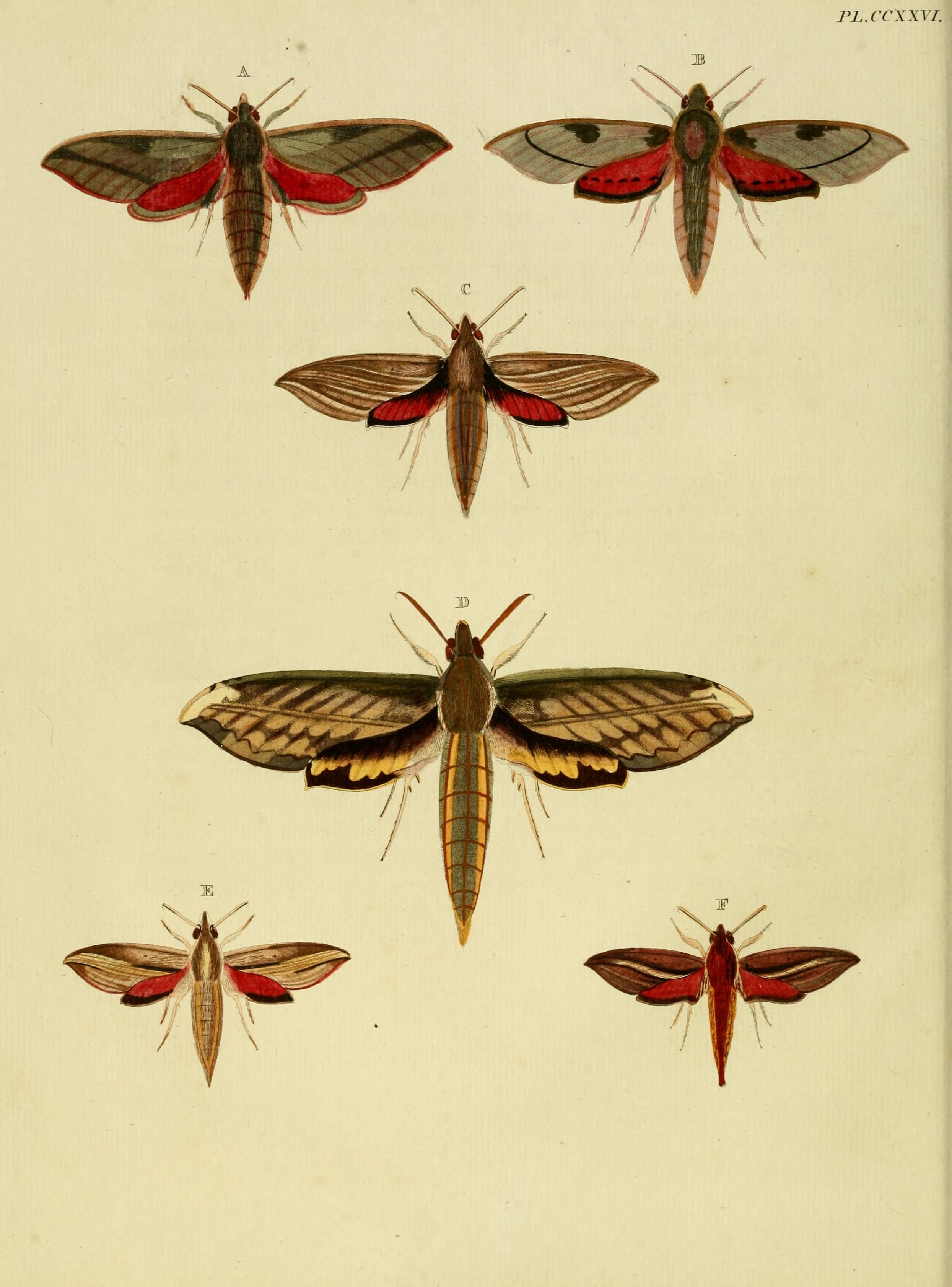
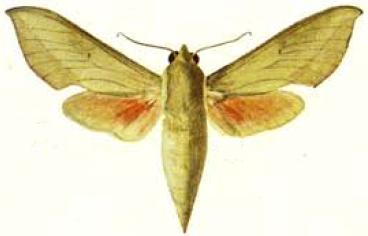
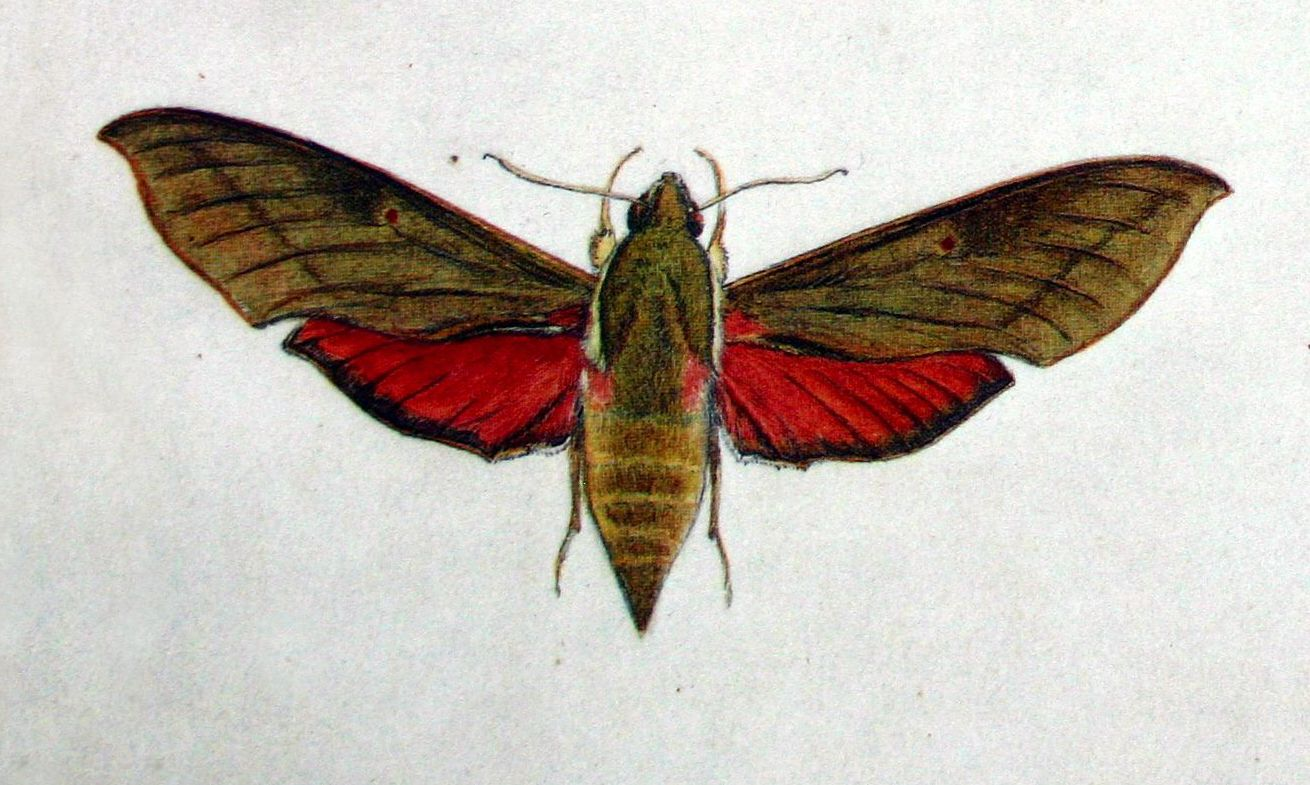